# Julio Fernández Correa
Julio Fernández Correa, noto semplicemente come Julio Fernández (San Cibrao, 5 aprile 1961), è un ex giocatore di calcio a 5 e allenatore di calcio a 5 spagnolo.

## Carriera
Ha giocato sino a 40 anni nel ruolo di portiere, vestendo la maglia della Nazionale spagnola della quale fu il primo capitano. Come allenatore è stato il primo a vincere due tricolori di fila, con altrettante squadre: Luparense nel 2012 e Marca la stagione successiva, subentrando nel corso del campionato a Sylvio Rocha. Dopo aver condotto la squadra trevigiana alla conquista del suo secondo scudetto della storia, nel dicembre 2013 lascia la panchina bianconera per motivi personali, causati soprattutto dal disimpegno economico e finanziario e dal ridimensionamento, deciso dalla dirigenza dei quadri tecnici societari. Dopo quasi un anno di inattività, il 16 novembre 2014 torna ad allenare la Luparense subentrando ad Alessio Musti, esonerato dopo la sconfitta per 1-6 patita nella Supercoppa italiana contro l'Acqua e Sapone. Nel dicembre del 2019 viene nominato commissario tecnico della Libia con cui raggiunge la semifinale della Coppa Africa 2020.

## Palmarès

### Allenatore
- Campionato italiano: 2

Luparense: 2011-2012
Marca: 2012-2013